# Yuri Amano
Pour les articles homonymes, voir Amano.
Yuri Amano (天野 由梨, Amano Yuri), de son vrai nom Tomoko Yoshikawa (吉川 智子, Yoshikawa Tomoko), née le 5 janvier 1966 à Kyōto, au Japon, est une seiyū .

## Rôles notables
- Kiyone dans Tenchi Muyo!
- Alcyone dans Magic knight Rayearth
- Rain Mikamura dans Mobile Fighter G Gundam
- Moemi dans Video Girl Ai
- Keiko Yukimura dans Yû yû hakusho dans les versions japonaise et anglaise
- Kaede Saginomori dans Codename wa Charmer (drama CD)
- Karuma dans Zenki
- Lorelei dans Saber marionette
- Miyuki Sakurai dans Yu-Gi-Oh! (1re saison)
- Motoyima Akane dans Harukanaru toki no naka de
- Yuriko Star dans Irresponsible captain Tylor
- Shiida dans le drama CD Fire Emblem
- Annand dans Fire Emblem Heroes
- Nadel dans Sakura Taisen 3
- Belleza dans Skies of Arcadia